# 洪湖龙潭水怪
洪湖龙潭水怪是生存于指中国湖北省洪湖市龙口镇双潭村龙潭的神秘生物，截至2001年，共有3次被记录的目击报告。当地村民曾试图捕捉该生物，但未有成功报道。

## 目击
- 1988年6月晚12时，一名目击者看见一生物由南至北在水中游动，约5分钟后潜入水底。[2]

- 1998年8月，目击者谈三梅与丈夫（姓名未知）在潭边目击一个长4米，宽1.5尺（0.5米）的黑色生物在水中游动。

- 1989年4月，湖北省水生物研究所曾进行实地考察，判断龙潭不存在不明生物可能性。[3]

- 2001年4月29日22时，约500名目击者看见水怪，目击共持续约15分钟。

- 2001年5月26日，一支勘察队对龙潭进行水下调查，未发现有不明生物。[4]